# Новомихайловка (Курганская область)
Новомихайловка — упразднённая деревня в Петуховском районе Курганской области. Входила в состав Большекаменского сельсовета. Исключена из учётных данных в 1972 году.

## География
Располагалась у восточного берега озера Сингиреево, приблизительно в 10 км (по прямой) к северу от села Большое Каменное.

## История
До 1917 года входила в состав Каменской волости Ишимского уезда Тюменской губернии. По данным на 1926 год деревня состояла из 95 хозяйств. В административном отношении являлась центром Новомихайловского сельсовета Петуховского района Ишимского округа Уральской области. Указом Президиума Верховного Совета РСФСР от 01.07.1957 года объединены сельсоветы: Большекаменский, Песьяновский, Ново-Михайловский в один Большекаменский сельсовет. Решением облисполкома № 108 от 29.03.1973 года деревня Новомихайловка была исключена из учётных данных как с селившаяся.

## Население
По данным переписи 1926 года в деревне проживало 501 человек (245 мужчин и 256 женщин), в том числе: русские составляли 96 % населения, татары — 2 %.